# Last Chance Harvey
Last Chance Harvey är en amerikansk långfilm från 2008 i regi av Joel Hopkins, med Dustin Hoffman, Emma Thompson, Eileen Atkins och Kathy Baker i rollerna.

## Rollista
| Dustin Hoffman    | – Harvey Shine |
| Emma Thompson     | – Kate Walker  |
| Eileen Atkins     | – Maggie       |
| Kathy Baker       | – Jean         |
| Liane Balaban     | – Susan        |
| James Brolin      | – Brian        |
| Richard Schiff    | – Marvin       |
| Tim Howar         | – Johnnie      |
| Wendy Mae Brown   | – Aggie        |
| Bronagh Gallagher | – Oonagh       |
| Jeremy Sheffield  | – Matt         |
| Daniel Lapaine    | – Scott        |
| Patrick Baladi    | – Simon        |
| Adam James        | – Josh Hillman |
| Michael Landes    | – Peter Turner |